# Подёнщик
Подёнщик (также подёнщица) (устар.) — отличительное название временного рабочего в Российской империи, занятого подённым трудом, подённой работой (подёнщина).  
К подёнщикам относились наёмные работники с низким социальным статусом, не владевшие определённой профессией, чаще без всякого образования, выполнявшие неквалифицированную тяжёлую работу и получавшие плату за труд по количеству отработанных дней, а не часов, при этом оплачивался проработанный день, а не выполненная работа.
К подёнщикам относились все виды чернорабочих, нанимаемых помещичьими хозяйствами на время жатвы и молотьбы при сборе урожая, подсобные рабочие в каменоломнях, при прокладке, строительстве дорог и укладке мостовых, дроворубы на лесоразработках, подносчики на стройках, землекопы, мусорщики, уборщики и прочие. Местами подёнщиной называли барщину.
Такого рода работники вынуждены были наниматься на день (отсюда их название), на неделю, на определённое дело, на сезон, переходя по мере окончания работ из одного хозяйства в другое, от одного вида работ к другому, от одного работодателя к другому. На долю подёнщиков выпадала вся тяжесть труда во время сельхозработ, длинные летние рабочие дни по 18 часов в сутки, скудный заработок и еда, зимняя безработица, постоянные лишения.
В дореволюционной России подёнщики относились к категории отверженных и несчастных людей, ставших синонимом тёмного, бесправного и зависимого работника («Молчи, бессмысленный народ, подёнщик, раб нужды, забот!» А. С. Пушкин «Поэт и толпа», 1828 год).
Со временем термин стал применяться в переносном смысле для обозначения тех, кто вынужден зарабатывать хлеб тяжким трудом (устар.), кто занят повседневным, обыденным, тяжёлым трудом.
В современном языке заменен заимствованным термином прекариат.